# Liste des montagnes monastiques byzantines

Vue du mont Athos

Les montagnes monastiques byzantines, appelées parfois « montagnes saintes » par certains byzantinistes, sont des montagnes ayant connu une activité monastique dès l'époque byzantine (300/400-1453), généralement caractérisée par l'installation d'ermites, puis de plusieurs communautés monastiques. Les premières apparurent dès le Ve siècle de notre ère et certaines subsistent encore de nos jours. La plus célèbre d'entre elles est le mont Athos.

## Liste (non exhaustive)
En Anatolie :
- le mont Saint-Auxence (Skopas, Kaişdağ) : Étienne le Jeune ;
- l'Olympe de Mysie (Uludağ) : Antoine le Jeune, Constantin le Juif, Joannice le Grand ;
- le mont Kyminas (Bithynie) : Athanase l'Athonite, Michel Maleïnos ;
- le mont Latros (Beşparmak Dağı) ;
- le mont Galèsion (Alamandağ) : Lazare de Galèsion, Joseph de Constantinople, Grégoire II de Chypre, Athanase Ier de Constantinople ;
- le mont Ida de Bithynie ;
- le mont Mycale (Barachaios, Samsun Dağı).

En Grèce :
- le mont Athos (Aktè, Chalcidique) ;
- les  monastères des Météores (Thessalie) ;
- le mont Papíkio (Orlitsa, Kartal Dağı, région des Rhodopes, Grèce-Bulgarie).

En Thrace :
- le mont Ganos : Athanase Ier de Constantinople, Maximos de Kafsokalyvia ;
- le Paroria (en), massif de la Strandja (Bulgarie) : Grégoire le Sinaïte, Romylos de Vidin, Grigorije de Gornjak...